# Liebe nach Fahrplan
Liebe nach Fahrplan (Originaltitel: Ostře Sledované Vlaky, deutscher Fernsehtitel: Scharf beobachtete Züge; englisch Closely Watched Trains) ist eine tschechoslowakische Jugendfilm Filmkomödie aus dem Jahr 1966, die unter der Regie von Jiří Menzel entstand. Produziert wurde der Film in den Filmstudios Barrandov in Prag, Drehort war der Bahnhof Loděnice.
Der Film basiert auf der Erzählung Reise nach Sondervorschrift, Zuglauf überwacht (Ostře sledované vlaky) von Bohumil Hrabal. Sie handelt von einem Heranwachsenden, der während der Zeit der deutschen Besatzung im Zweiten Weltkrieg auf einem Bahnhof arbeitet.

## Handlung

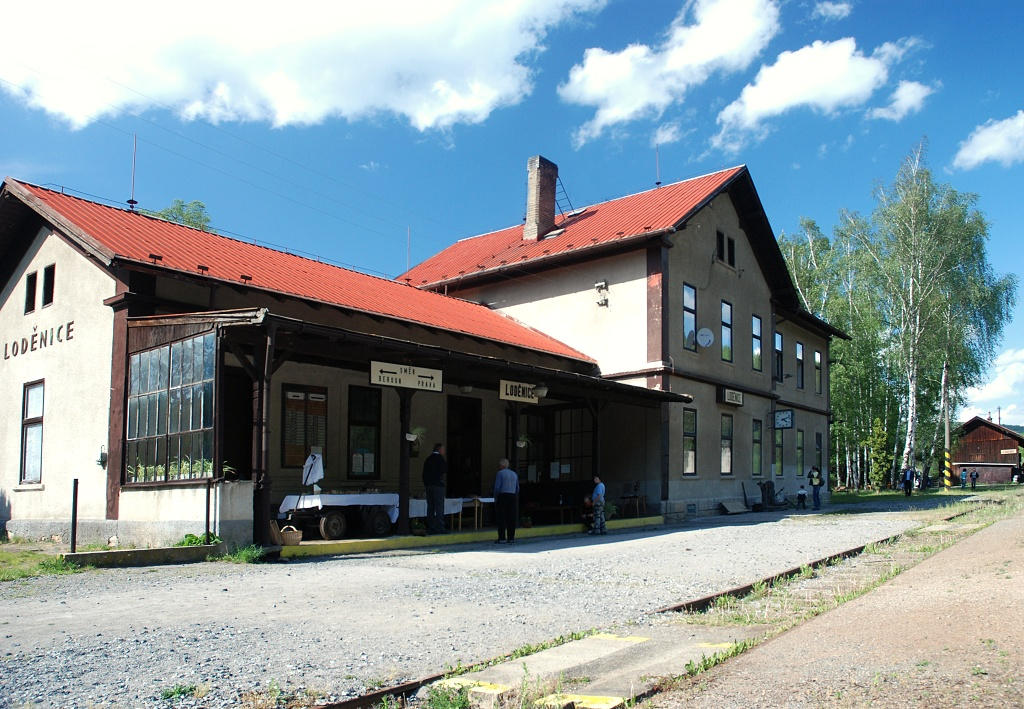
Drehort: der Bahnhof in Loděnice

Die Geschichte spielt in einer winzigen Bahnstation irgendwo im deutsch besetzten Böhmen während des Zweiten Weltkriegs. Gemeinsam mit dem Stationsvorsteher, der Kaninchen und Tauben züchtet, und dem Fahrdienstleiter Hubička, der nichts als Frauen im Sinn hat, versieht der junge Hrma als Bahnamtsanwärter seinen recht gemütlichen Dienst. Hrma ist noch sehr unbeholfen und schüchtern. Jede Frau bringt ihn in große Verlegenheit. Deshalb bewundert er das selbstsichere Auftreten von Hubička. Als der Junge von der Schaffnerin Máša zu einem Onkel mitgenommen wird und mit ihr dort gemeinsam die Nacht verbringen soll, versagt er. Es kommt bei ihm zu einem vorzeitigen Samenerguss. Nach einem Suizidversuch und psychiatrischer Behandlung findet Hrma langsam zu sich selbst. Ein Schäferstündchen mit einer Widerstandskämpferin stärkt so sehr sein Selbstbewusstsein, dass er einen deutschen Munitionszug in die Luft sprengt, wobei er ums Leben kommt.

## „Lachende Bestien“
Rat Zedníček, der deutsche Kollaborant, bezeichnet die Tschechen am Ende des Films als „lachende Bestien“. In Hrabals Erzählung heißt es: „Die Tschechen, wisst ihr, was die sind? … Lachende Bestien.“ Das Zitat wurde zum geflügelten Wort und unter anderem Reinhard Heydrich und Joseph Goebbels zugeschrieben. 

## Preise
Der Film gewann verschiedene internationale Preise
- Den Oscar als bester ausländischer Film im Jahre 1968.
- Den Britischen Filmpreis für den Besten Film und Beste Filmmusik (1969)
- Den großen Preis am Internationalen Filmfestival Mannheim-Heidelberg (1966)

## Kritiken
„Hervorragend inszenierte und gut gespielte Komödie.“

„Glänzend inszenierte Komödie, deren Witze allerdings etwas zu einseitig auf sexuellem Gebiet angesiedelt sind, ohne daß dabei die beabsichtigte Konfrontation von Obszönität und Tragik erreicht wird. Für Erwachsene.“